# Moulins-lès-Metz
 Moulins-lès-Metz  es una población y comuna francesa, en la región de Lorena, departamento de Mosela, en el distrito de Metz-Campagne y cantón de Woippy.

## Demografía
| 2590 | 4160 | 5700 | 5034 | 4827 | 4663 |
| Para los censos de 1962 a 1999 la población legal corresponde a la población sin duplicidades (Fuente: INSEE [Consultar]) |      |      |      |      |      |